# Gerold Scheuermann
Gerold Karl Scheuermann (* 29. Januar 1929 in Rodenbach, Westpfalz; † 7. März 2014 in Landstuhl, Westpfalz) war ein deutscher Heimatforscher. Der gelernte Schriftsetzer lebte in Kaiserslautern-Siegelbach (Pfalz).

## Werke
Scheuermann hat neben einer genealogischen Monographie über die Sippe Scheuermann zahlreiche heimatkundliche und regionalhistorische Artikel sowie mehrere Ortschroniken verfasst:
- Rodenbach. Die Geschichte eines Dorfes. Ortsgemeinde Rodenbach, Rodenbach 1978; 452 S. m. 122 Abb.
- Eulenbis. (Hrsg.: Ortsgemeinde Eulenbis), Ortsgemeinde Eulenbis, Eulenbis 1985; 251 S. m. Abb. (Schriftenreihe: Ortschroniken des Landkreises Kaiserslautern, Band 10)
- Erzenhausen. (Hrsg.: Ortsgemeinde Erzenhausen), Ortsgemeinde Erzenhausen, Erzenhausen 1993; ISBN 3-87022-179-8; 512 S.
- Schwedelbach mit Ortsteil Pörrbach. 1342–1992. Schwedelbach 1991
- Rodenbach. Eine Bildergeschichte unseres Dorfes – wie es einmal war und wie es ist. 1300–2000. (Hrsg.: Ortsgemeinde Rodenbach anlässlich der 700-Jahr-Feier; gesammelt und gestaltet von Gerold Scheuermann), Ortsgemeinde Rodenbach, Rodenbach / Weilerbach 2000; 175 S. m. zahlr. Abb.
- Rodenbach im Dritten Reich. Eine Dokumentation der braunen Jahre von 1933 bis 1945 und der Nachkriegszeit. Hrsgg. von der Ortsgemeinde Rodenbach. Rodenbach 2010.

## Auszeichnungen
Scheuermann wurde mehrfach für seine Verdienste um die Heimatforschung ausgezeichnet:
- Ehrennadel des Landes Rheinland-Pfalz (1992)
- Wappenbecher der Verbandsgemeinde Weilerbach (1993)
- Pfalzpreis für Heimatforschung (1995)
- Verdienstmedaille des Landes Rheinland-Pfalz (2001)